# Air Canada
Air Canada es la aerolínea de bandera de Canadá. Su centro de operaciones está ubicado en el Aeropuerto Internacional Pierre Elliott Trudeau de Montreal, Quebec. La empresa fue fundada el 10 de abril de 1936 como Trans-Canada Airlines. También ha sido uno de los miembros fundadores de la alianza de aerolíneas Star Alliance.
La aerolínea proporciona tanto servicios aéreos programados como chárter, transportando pasajeros y carga a cerca de 240 destinos. Por medio de la filial Air Canada Vacations ofrece paquetes de turismo a cerca de 90 destinos. La empresa también proporciona servicios de manutención bajo el nombre de Air Canada Technical Services (ACTS).
Utiliza el Aeropuerto Internacional Pierre Trudeau de Montreal y el Aeropuerto Internacional Toronto Pearson como conexión para sus vuelos desde la zona del Atlántico, mientras que el Aeropuerto Internacional de Vancouver es utilizado para la llegada de vuelos desde la zona del Pacífico.
Por su parte, el Aeropuerto Internacional de Calgary y el Aeropuerto Internacional de Halifax Stanfield son utilizados para la recepción de vuelos desde las regiones geográficas del Oeste y Atlántico, respectivamente.
Entre los socios regionales de Air Canada se encuentran Air Canada Express, Exploits Valley Air Services, Air Georgian y Central Mountain Air.

## Historia

### Trans-Canada Airlines

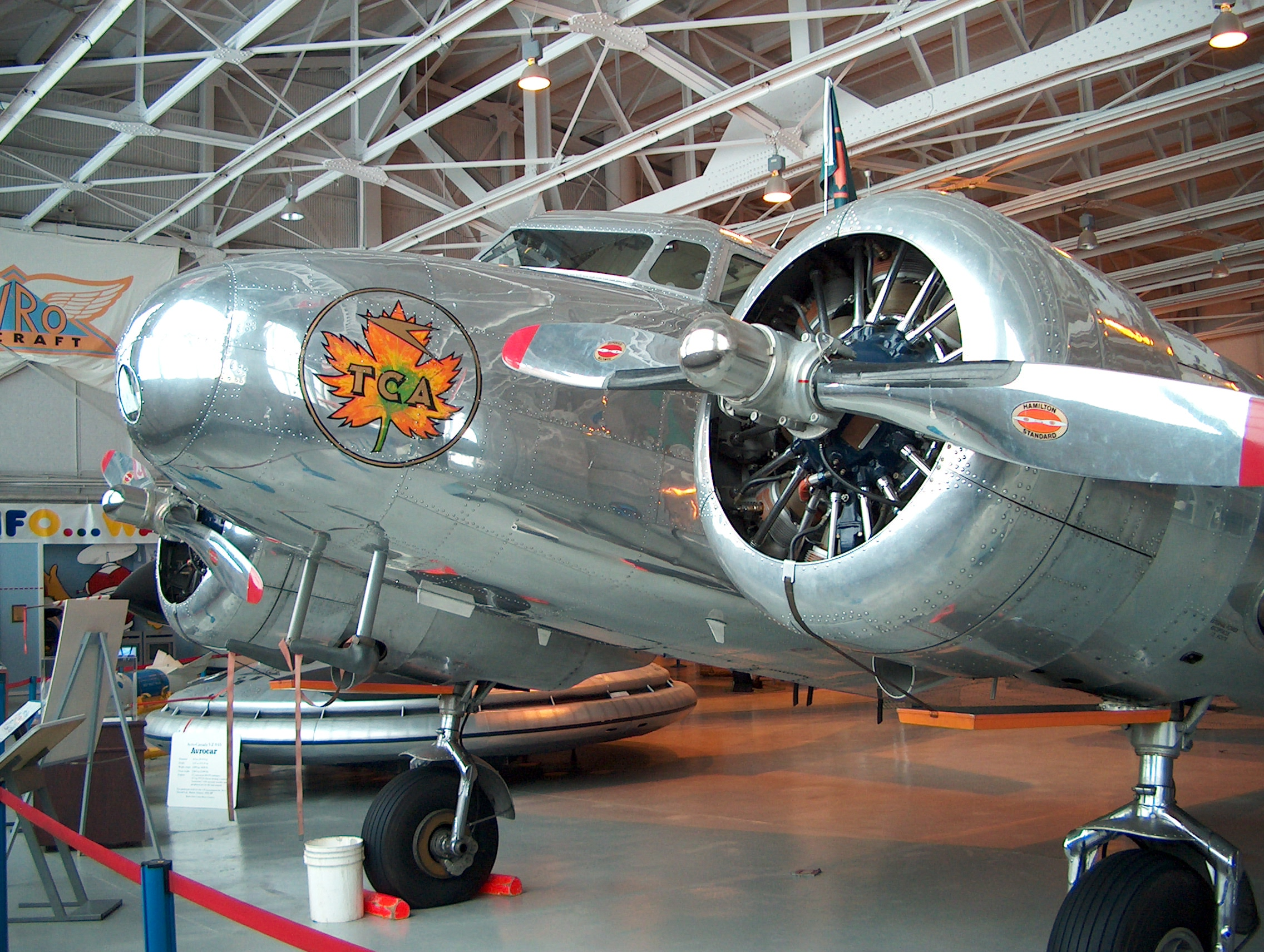
L-10A Electra CF-TCC con la librea de Trans-Canada Airlines en el Museo de Aviación Canadiense del Oeste.

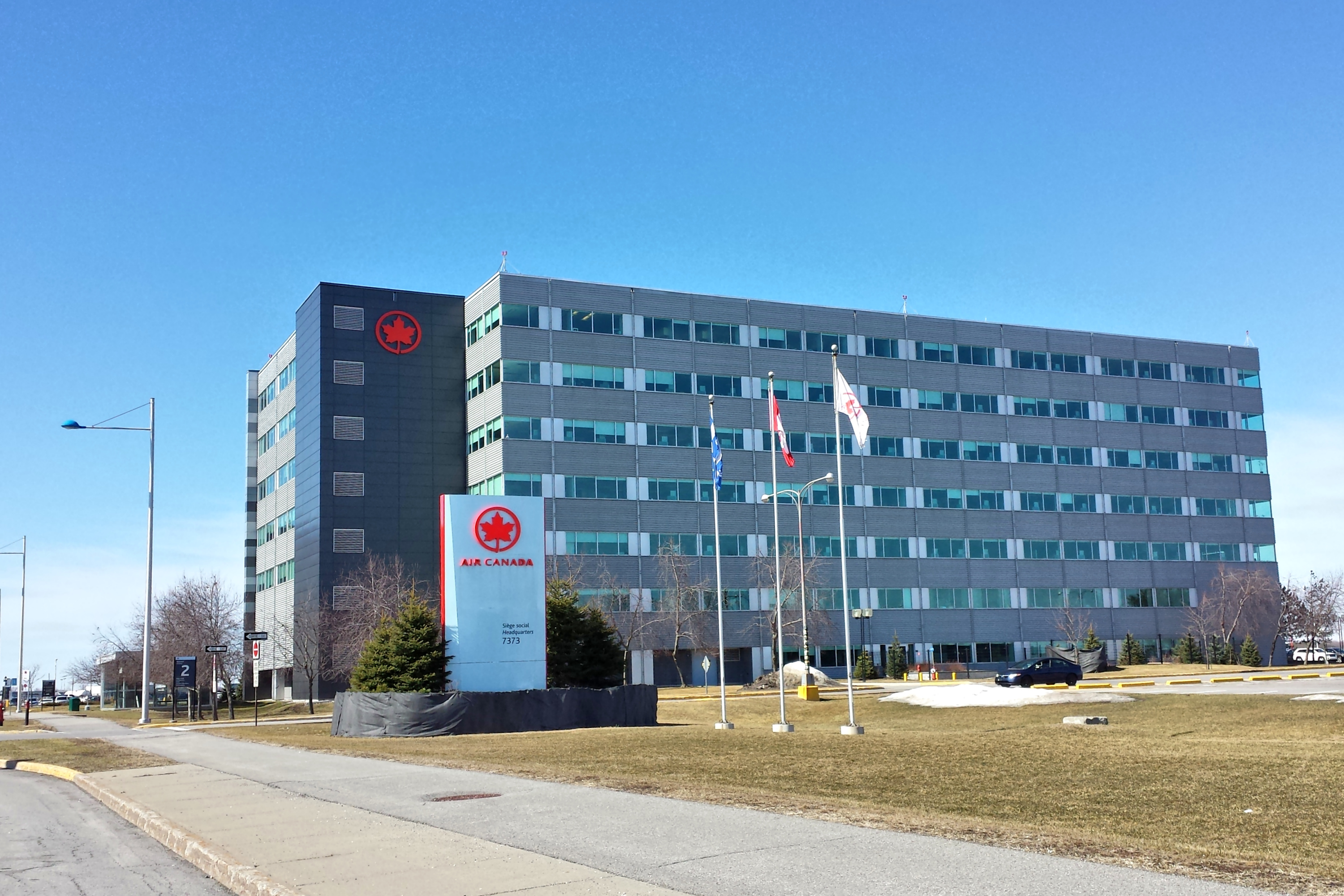
Air Canada Centre/Centre Air Canada, la sede del Air Canada.

El predecesor de Air Canada, Trans-Canada Airlines (TCA), fue creado por la legislación del gobierno federal como subsidiario de Canadian National Railway (CNR) el 10 de abril de 1936. El recientemente creado Departamento de Transporte bajo el Ministerio de Transporte de Canadá desea una nueva línea aérea bajo el control del gobierno con el propósito de unir el Océano Atlántico con el Océano Pacífico. Empleando $5 millones cedidos por el gobierno, dos Lockheed L-10 Electras y un Boeing Stearman biplano fueron comprados a Canadian Pacific Airlines. Ejecutivos experimentados de United Airlines y American Airlines fueron reclutados para la conducción de la empresa.
Sus operaciones con pasajeros comenzaron el 1 de septiembre de 1937 con un Electra llevando dos pasajeros y correo desde Vancouver a Seattle, el costo fue de $14.20 ida y vuelta. Rutas transcontinentales desde Montreal a Vancouver comenzaron el 1 de abril de 1939, usando 12 Lockheed L-14 Super Electras y 6 Lockheed L-18 Lodestars.
El 1 de julio de 1938 TCA contrato a sus primeras aeromozas y en 1940 la aerolínea ya contaba con 500 empleados.
En 1942, Canadian Pacific Airlines sugirió la unión con TCA. El primer ministro Canadiense Mackenzie King rechazó la propuesta e introdujo legislación para que TCA sea la única aerolínea autorizada de proveer vuelos transcontinentales. Debido al incremento de viajes aéreos tras la Segunda Guerra Mundial, se le concedió a CP Air un vuelo transatlántico y unas cuantas rutas internacionales.
Originalmente la compañía se localizaba en Winnipeg, que también era la ciudad donde se ubicaba su base nacional de mantenimiento. Luego el gobierno federal mudó la localización a Montreal en 1949; la base de mantenimiento también se mudó al este. Con el desarrollo de ReserVec en 1953, Air Canada se convirtió en la primera aerolínea del mundo en usar un sistema de reservas computarizado con terminales remotos. 
En 1964, TCA llegó a ser reconocida como la aerolínea nacional de Canadá y en 1964 Jean Chrétien propuso el cambio de nombre de Trans-Canada Airlnes a Air Canada. La propuesta inicial no fue exitosa pero fue propuesto una segunda vez y esta vez si pasó.

### Años 1980 y 1990

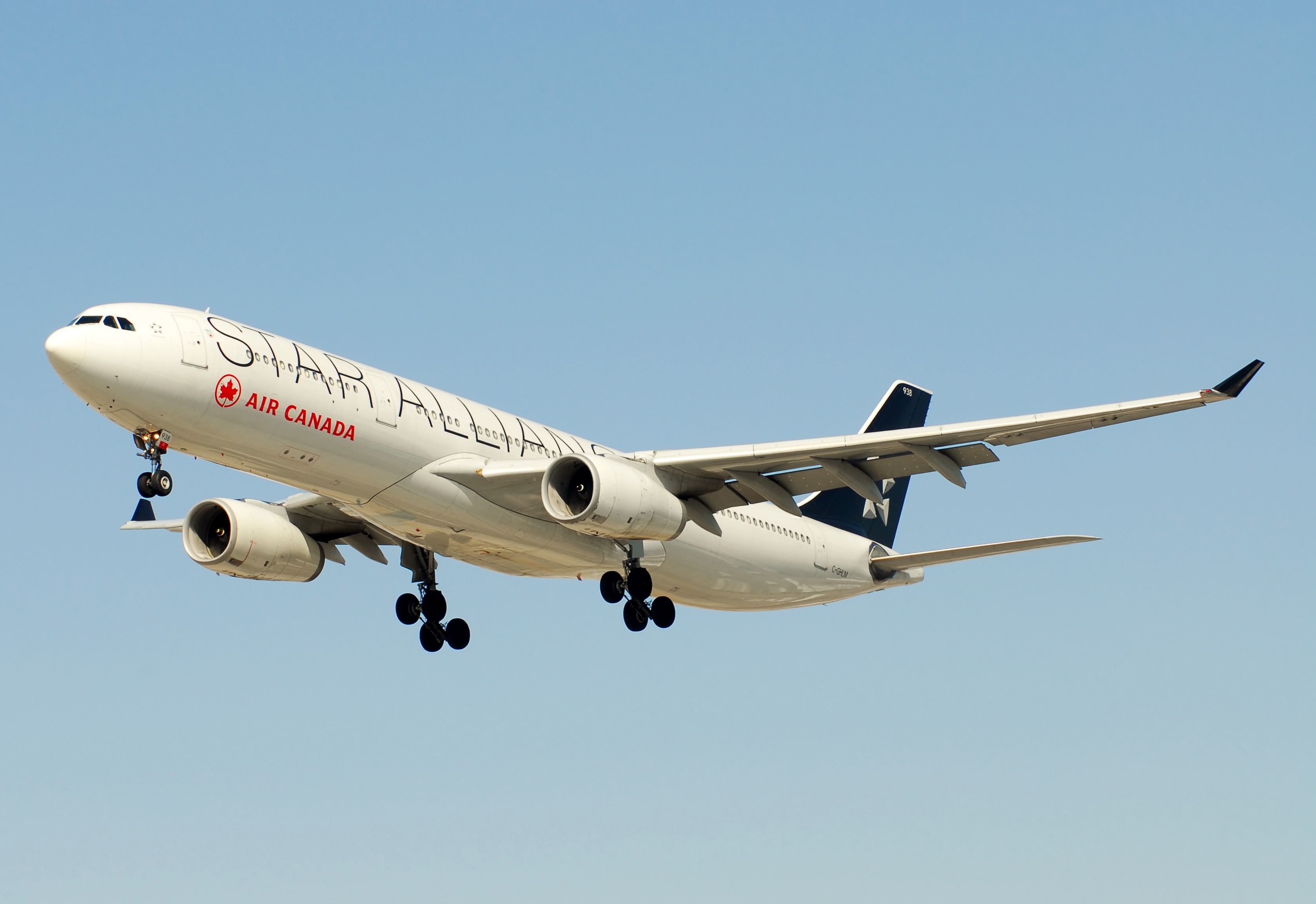
Airbus A330 de la aerolínea con la librea de Star Alliance. Air Canada es uno de los miembros fundadores de aquella alianza aérea.

En los años 1980 la deuda de Air Canada creció a la par del crecimiento y renovación de su flota. La compañía también compró aerolíneas regionales como Air BC y Air Nova. Una recesión también se sumó a las pérdidas anuales, que llegaron hasta $15 millones en 1982.
La desregulación del mercado canadiense de líneas aéreas, bajo el nuevo National Transportation Act en 1987, abrió oficialmente el mercado a la libre competición. En 1988 Air Canada fue privatizada y el 43% de sus acciones fueron vendidas al público.
El 7 de diciembre de 1987, Air Canada se convirtió en la primera aerolínea del mundo en prohibir fumar en su flota completa, y en 1989 se convirtió en una compañía completamente privatizada. Vendió la tarjeta de negocios enRoute a Diners Club en 1992. Air Canada es un miembro fundador de la alianza Star Alliance, que fue introducida en mayo de 1997. La aerolínea mantiene alianzas de código compartido con muchas de las aerolíneas miembros de la misma.
El 2 de septiembre de 1998 la unión de pilotos inició la primera huelga de pilotos A finales de 1999, el gobierno de Canadá relajó algunas de las regulaciones de aviación; acto dirigido a consolidar la industria canadiense de aerolíneas.

### SigloXXI

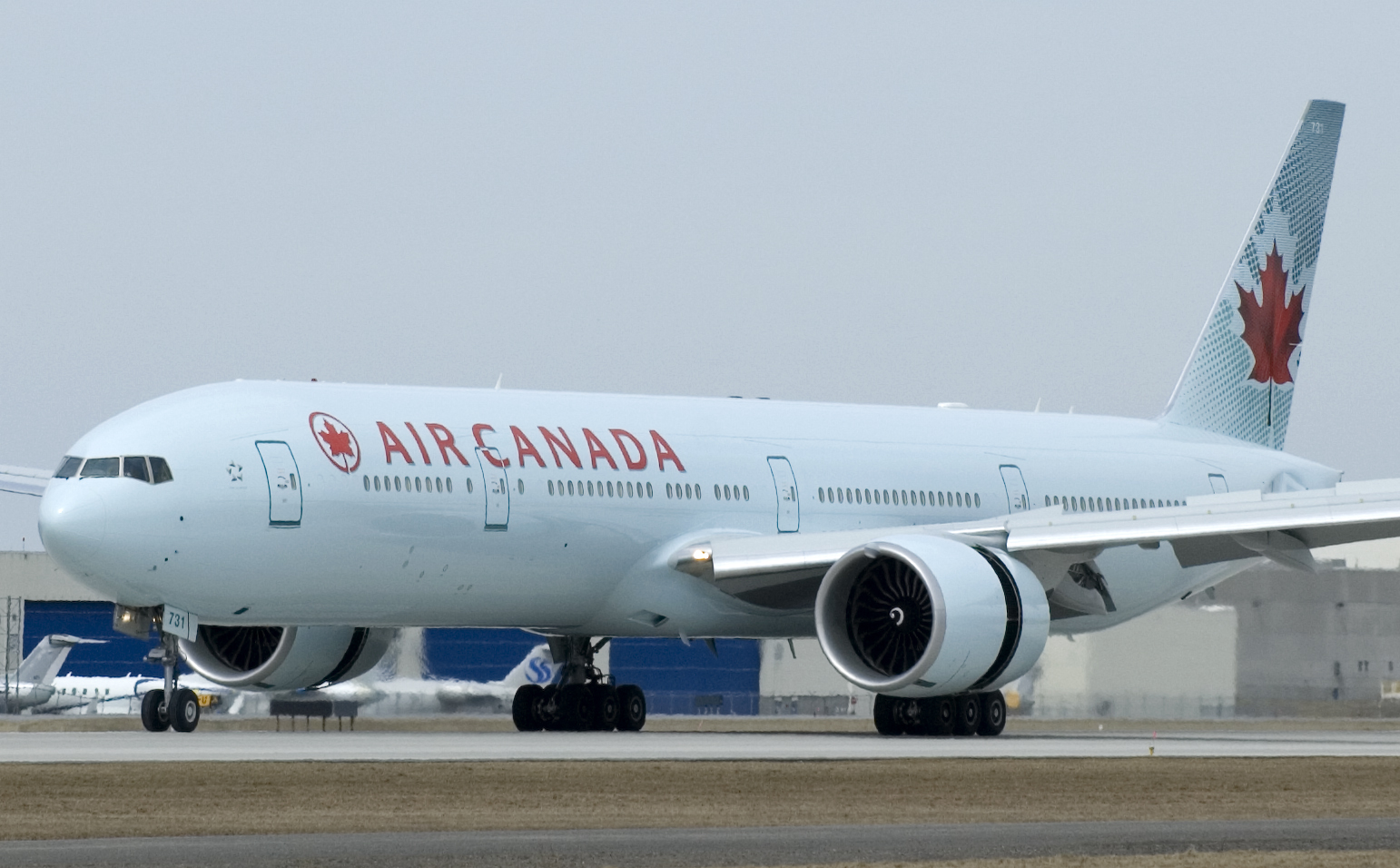
Librea usada entre 2004 y 2017 en un Boeing 777-300ER llegando al Aeropuerto Internacional Montreal Trudeau.

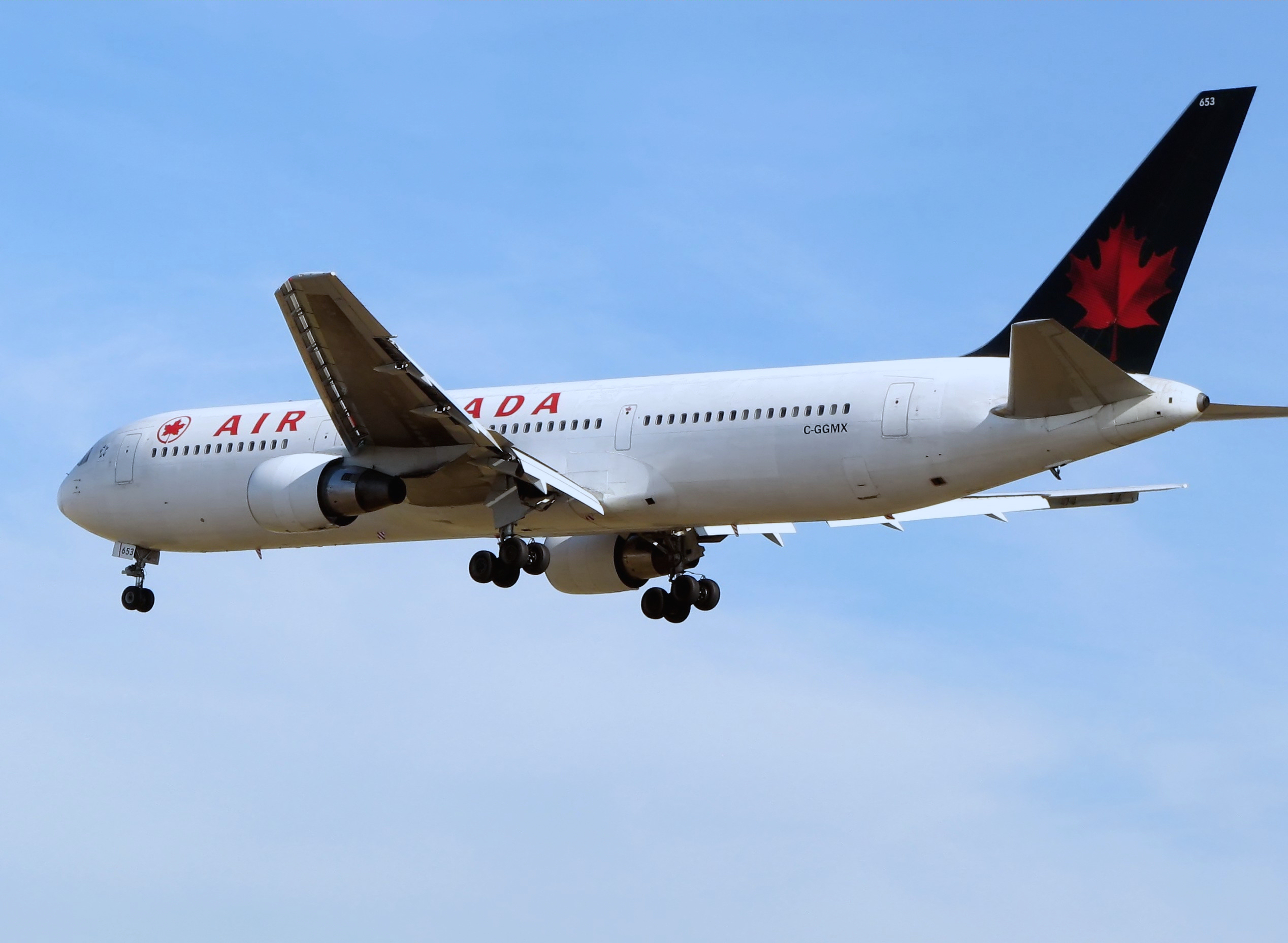
Librea usada entre 1994 y 2004 en un Boeing 767-300ER.

En enero de 2001 Air Canada compró la segunda aerolínea más grande de Canadá, Canadian Airlines, subsecuentemente uniendo las operaciones de ambas compañías. Como resultado, Air Canada se convirtió en la duodécima línea aérea más grande del mundo.

#### Protección crediticia, refinanciamiento y resurgiendo de la protección
El 1 de abril de 2003, Air Canada se declaró en bancarrota y pidió protección del estado; emergió del estado de protección 1 año después, el 30 de abril de 2004. Durante el periodo de protección debido a la bancarrota, la compañía fue sujeta a dos intentos de compra por parte de Cerberus Capital Management y Victor Li. El intento de Cerberus hubiese hecho al ex primer ministro Brian Mulroney presidente de la compañía, al ser reclutado por el jefe de los consejeros internacionales de Cerberus, Dan Quayle. Cerberus fue rechazado porque tenía una reputación de cambiar acuerdos existentes sobre las pensiones de los empleados, esto sufrió opsición de la unión de trabajadores del automóvil(CAW por sus siglas en inglés). En un principio, Air Canada seleccionó "Trinity Time Investments" de Victor Li, quien inicialmente pidió la habilidad de veto y la presidencia de la empresa por su inversión inicial de $650 millones en la aerolínea. Li, quien tiene doble nacionalidad de Canadá y de Hong Kong, demandó cambios al plan de pensiones (que no estaban incluidos en la oferta inicial), pero como las uniones rechazaron el replanteamiento, la oferta fue anulada. Finalmente, Deutsche Bank reveló un paquete de refinanciamiento de $850 millones para Air Canada, si cortase sus costos anuales $200 millones sobre los $1100 millones que las uniones aceptaron en 2003. La oferta fue aceptada tras conversaciones de último minuto entre el CEO de Air Canada Robert Milton y el jefe de CAW Buzz Hargrove donde lograron que la unión de mayores concesiones necesarias para que la oferta de Deutsche Bank tenga éxito.
ACE Aviation Holdings es la nueva compañía a cargo de la reorganizada compañía.

#### El retiro de los 747s
El 31 de octubre de 2004, el último vuelo con un Boeing 747 aterrizó en Toronto terminando 33 años de servicios de 747. La flota de Boeing 747-400 fue repuesta por la flota de Airbus A340.
El 2008 los 2 A340-300 fueron sacados de las operaciones de Air Canada.

#### Modernización
El 19 de octubre de 2004, Air Canada reveló un nuevo esquema de colores para los aviones y uniformes. Un Boeing 767-300 fue pintado con los colores azul y plata, mientras que la cola del avión llevaba una hoja conocida como 'Frosted Leaf.'
El 9 de noviembre de 2005, Air Canada entró a un acuerdo para renovar su flota con comprando 18 Boeing 777 (10 -300ERs, 6 -200LR, 2 777 Freighters), y 14 Boeing 787-8. Además, compró opciones para comprar adicionalmente 18 Boeing 777 y 46 Boeing 787-8 y Boeing 787-9. Todos los 777 recibirán motores GE90-115B, y los 787-8, recibirán motores GEnx. La entrega de los primeros 777 comenzó en marzo de 2007 y las entregas de los 787 deben comenzar en 2012. Cuando los 777 y 787 sean entregados se retirarán gradualmente todos los Boeing 767 y A330-300.
El 24 de abril de 2007, Air Canada anunció que va a hacer uso de la mitad de sus opciones para comprar Boeing 787. La orden de compras por los Dreamliners es ahora de 37 y con 23 opciones, para potencialmente convertirse en 60 aeronaves. Esto convierte a Air Canada en el más grande cliente de los Dreamliners en Norteamérica y el tercero a nivel mundial (tras Qantas y All Nippon Airways). También se anunció que se cancelaron las compras de dos Boeing 777F. En noviembre de 2007, Air Canada anunció que arrendará un Boeing 777-300ER adicional de ILFC. El número del modelo 777 en pedidos totalizan 18 (12 -300ER, 6 -200LR) con opciones para 16 más, totalizando 34.
Air Canada también ha recibido la entrega de 15 Embraer 175 y 45 Embraer 190. Tiene opciones para 60 Embraer 190 adicionales. Estas aeronaves están siendo usadas para expandir sus rutas dentro de Canadá y con Estados Unidos. Adicionalmente, algunos Embraer 190s reemplazarán A319/A320.

#### Proyecto XM
A partir de julio de 2006, y siendo programado a ser completado el 2009, Project XM: Extreme Makeover, es una inversión de $300 millones para reemplazar el interior de todas las naves de la compañía. La naves nuevas como los Boeing 777 se están siendo entregados con nuevos interiores.
Las nuevas cabinas (también en Air Canada Jazz) incluyen:
- En la clase ejecutiva y primera clase, nuevos asientos completamente horizontales en el conocido "Herringbone Pattern" (en los B767, B777 y A330).
- Nuevas cabinas para todas las clases.
- Pantallas personales AVOD para todas las clases. La clase ejecutiva recibirá una pantalla más grande.
- Juegos Interactivos en todos los vuelos.
- Conexiones eléctricas para computadoras personales.
- Puertos USB para aparatos electrónicos.
- Puertos USB para mandos de juegos.
- XM Radio Canada disponible para todos los asientos.

## Preocupaciones sobre la privacidad
En febrero de 2019, TechCrunch informó que la aplicación móvil de Air Canada en la App Store de iOS incorporaba un software de reproducción de sesiones de la firma israelí Glassbox. Este software, sin el consentimiento informado de los usuarios, registró las actividades de los usuarios y transmitió los datos, incluidos datos de tarjetas de crédito y números de pasaporte no redactados, a servidores remotos. Esto comprometió la privacidad de los usuarios y contravino las reglas de la App Store de iOS.

## Flota
| Aeronave         | En servicio | Pedidos | Pasajeros                                     | Pasajeros                                     | Pasajeros                                     | Pasajeros                                     | Pasajeros                                     | Notes                                                                  |
| Aeronave         | En servicio | Pedidos | S                                             | B                                             | P                                             | E                                             | Total                                         | Notes                                                                  |
| ---------------- | ----------- | ------- | --------------------------------------------- | --------------------------------------------- | --------------------------------------------- | --------------------------------------------- | --------------------------------------------- | ---------------------------------------------------------------------- |
| Airbus A220-371  | 33          | 27      | —                                             | 12                                            | —                                             | 125                                           | 137                                           | Reemplazo de los antiguos Airbus A319-100.                             |
| Airbus A319-100  | 2           | —       | —                                             | 14                                            | —                                             | 106                                           | 120                                           |                                                                        |
| Airbus A320-200  | 12          | —       | —                                             | 14                                            | —                                             | 132                                           | 146                                           |                                                                        |
| Airbus A321-211  | 15          | —       | —                                             | 16                                            | —                                             | 174                                           | 190                                           |                                                                        |
| Airbus A330-300  | 17          | 1       | 32                                            | —                                             | 24                                            | 241                                           | 297                                           | Actualmente siendo reconfigurados con cabinas al estilo del Boeing 787 |
| Airbus A330-300  | 17          | 1       | 27                                            | —                                             | 21                                            | 244                                           | 292                                           | Actualmente siendo reconfigurados con cabinas al estilo del Boeing 787 |
| Airbus A330-300  | 17          | 1       | —                                             | 30                                            | 30                                            | 255                                           | 285                                           | Actualmente siendo reconfigurados con cabinas al estilo del Boeing 787 |
| Airbus A350-900  | —           | 50      | TBA                                           | TBA                                           | TBA                                           | TBA                                           |                                               | Reemplazarán a los Airbus A330 y Boeing 767                            |
| Boeing 737-8MAX  | 40          | 10      | —                                             | 16                                            | —                                             | 153                                           | 169                                           |                                                                        |
| Boeing 767-300   | 8           | —       |                                               |                                               |                                               |                                               |                                               |                                                                        |
| Boeing 777-233LR | 6           | —       | 40                                            | —                                             | 24                                            | 236                                           | 300                                           |                                                                        |
| Boeing 777-333ER | 19          | —       | 40                                            | —                                             | 24                                            | 336                                           | 400                                           |                                                                        |
| Boeing 777-333ER | 19          | —       | 28                                            | —                                             | 24                                            | 398                                           | 450                                           |                                                                        |
| Boeing 777-9     | —           | 115     | TBA                                           | TBA                                           | TBA                                           | TBA                                           |                                               | Por definirse, Reemplazarán a los Boeing 777                           |
| Boeing 787-8     | 8           | —       | 20                                            | —                                             | 21                                            | 214                                           | 255                                           |                                                                        |
| Boeing 787-9     | 30          | —       | 30                                            | —                                             | 21                                            | 247                                           | 298                                           |                                                                        |
| Boeing 787-10    | _           | 30      |                                               |                                               |                                               |                                               |                                               | Las entregas comienzan en 2026.[cita requerida]                        |
| Total            | 190         | 233     | 10.7 años promedio de flota (septiembre 2023) | 10.7 años promedio de flota (septiembre 2023) | 10.7 años promedio de flota (septiembre 2023) | 10.7 años promedio de flota (septiembre 2023) | 10.7 años promedio de flota (septiembre 2023) | 10.7 años promedio de flota (septiembre 2023)                          |

| Avión                  | Total | Introducido | Retirado |
| ---------------------- | ----- | ----------- | -------- |
| Airbus A319-100        | 48    | 1996        | 2021     |
| Airbus A340-300        | 13    | 1995        | 2013     |
| Airbus A340-500        | 2     | 2004        | 2007     |
| Boeing 727-200         | 30    | 1974        | 1993     |
| Boeing 737-200         | 44    | 2001        | 2007     |
| Boeing 747-100         | 5     | 1974        | 1998     |
| Boeing 747-200         | 3     | 1988        | 1999     |
| Boeing 747-400         | 7     | 1991        | 2005     |
| Boeing 767-200         | 23    | 1982        | 2012     |
| CRJ 100                | 26    | 1994        | 2002     |
| Douglas DC-8           | 43    | 1964        | 1994     |
| Embraer 175            | 15    | 2005        | 2013     |
| Embraer 190            | 45    | 2005        | 2020     |
| McDonnell Douglas DC-9 | 64    | 1966        | 2002     |

| Destino                       | Aeropuerto de Salida (Bases)             | Observaciones              |
| ----------------------------- | ---------------------------------------- | -------------------------- |
| Fráncfort, Alemania           | Calgary o Vancouver                      | Vancouver opera estacional |
| Brisbane, Australia           | Vancouver                                |                            |
| Bogotá, Colombia              | Toronto-Pearson o Pierre Elliott Trudeau |                            |
| Buenos Aires, Argentina       | Toronto-Pearson                          |                            |
| Monterrey, México             | Toronto-Pearson                          |                            |
| San José (Costa Rica)         | Toronto-Pearson o Pierre Elliott Trudeau |                            |
| Santiago de Chile, Chile      | Toronto-Pearson                          | Estacional                 |
| Pekín, China                  | Vancouver                                |                            |
| Shanghái, China               | Vancouver                                |                            |
| Seúl, Corea del Sur           | Vancouver o Toronto-Pearson              |                            |
| Copenhague, Dinamarca         | Toronto-Pearson                          |                            |
| Dubái, Emiratos Árabes Unidos | Toronto-Pearson                          |                            |
| Madrid, España                | Toronto-Pearson                          |                            |
| París, Francia                | Toronto-Pearson                          |                            |
| Nueva Delhi, India            | Toronto-Pearson                          |                            |
| Roma, Italia                  | Pierre Elliott Trudeau                   |                            |
| Taipéi, Taiwán                | Vancouver                                |                            |
| Tel Aviv, Israel              | Toronto-Pearson                          |                            |
| Tokio, Japón                  | Calgary, Vancouver o Toronto-Pearson     | Toronto opera estacional   |
| Londres, Reino Unido          | Calgary, Vancouver o Toronto-Pearson     |                            |
| Zúrich, Suiza                 | Toronto-Pearson                          |                            |
| Estambul, Turquía             | Toronto-Pearson                          | Estacional en invierno     |